# ピート・ダン
ピート・ダン（Pete Dunne、本名:ピーター・イングランド（Peter Thomas England）、1993年11月9日 - ）は、英国のプロレスラー兼プロモーター。
WWEを経て、 NXTブランドとのNXT英国ブランドで舞台裏のプロデューサーとして働く。
元WWE英国チャンピオンであり、マット・リドルと並んで元NXTタグチームチャンピオンでもあり、2020年のダスティーローズタッグチームクラシックでも優勝している。
SmackDown!にて、ブッチ（Butch）のリングネームで所属。

## 来歴
2024年4月、レッスルマニア40で行われたラダー戦形式の統一WWEタッグ王座戦にタイラー・ベイトと組み出場したが、王座獲得を逃した。
若手時代は、みちのくプロレスに留学生レスラーとして滞在した経験がある。

## 得意技

### フィニッシュ・ホールド
ビター・エンド
相手の背後から「パンプハンドル・スラム」の形で相手を捕らえて、相手を担ぎ上げると同時に空中で相手を反転させながら相手の首元を自らの右腕で抱え直して、相手は、顔面からマットに叩きつける「変形フラットライナー」。

### 打撃技
エルボー
エルボー・スタンプ
エルボー・スマッシュ
バックエルボー
バックバンド・チョップ
チョップ・スマッシュ
ナックル・パンチ
クローズライン
延髄斬り
スーパーキック
ハズソーキック

### 投げ技
スープレックス
スーパープレックス
パワーボム
バックスープレックス
パワースラム
ジャーマンスープレックス
タイガー・スープレックス

### 関節技
アームバー　
ボストンクラブ
ハーフ・ボストンクラブ
フィンガーベンド(指折り)

## 獲得タイトル
- 4フロントレスリング
  - 4FWジュニアヘビー級王座（1回） [1]
- オルタナティブレスリングワールド

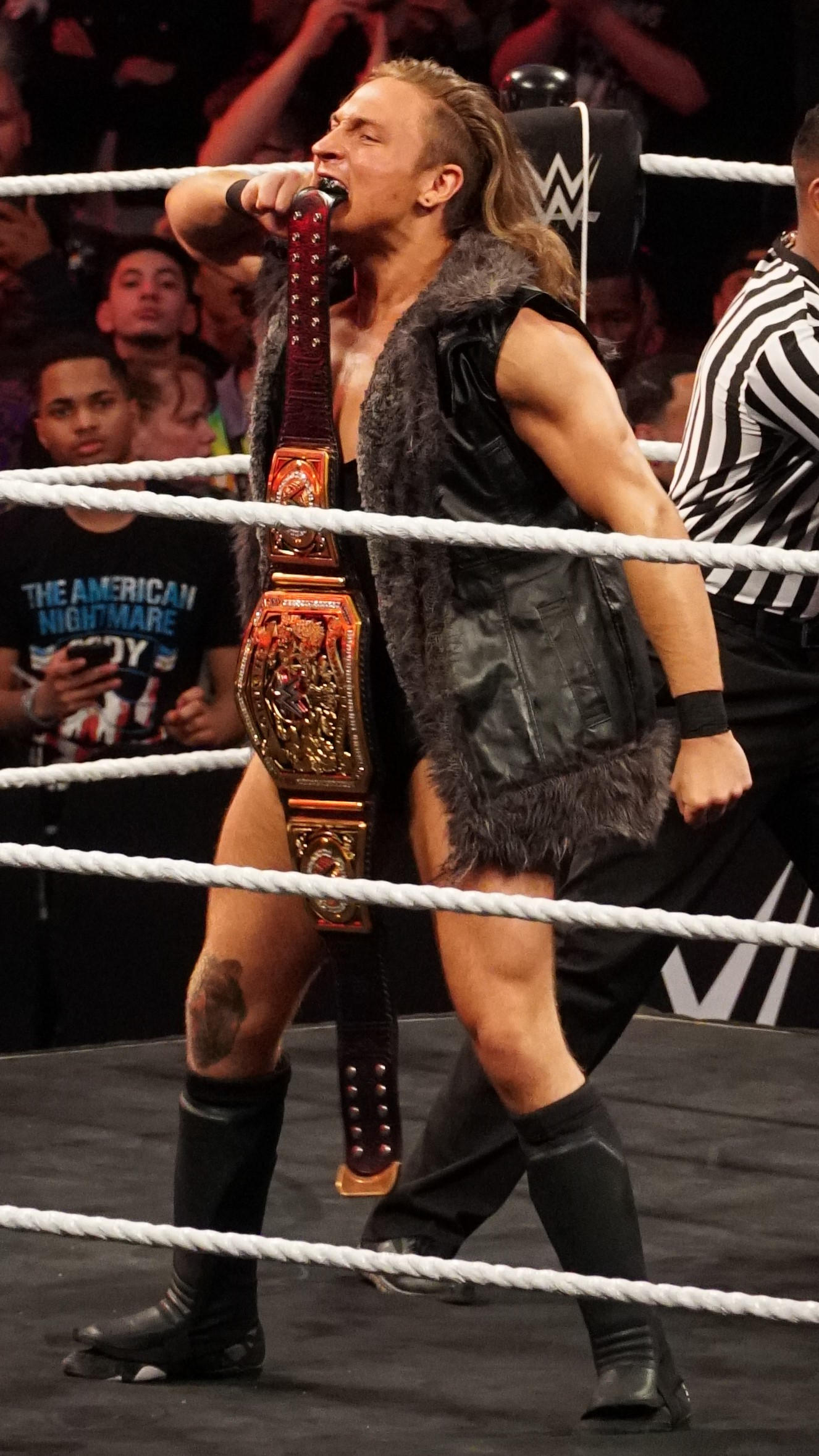
WWE・ユナイテッドキングダム王座

  - AWWブリティッシュタッグ王座（1回）–ダミアン・ダン[2]
- 攻撃！プロレス
  - 攻撃！ 24/7チャンピオンシップ（6回） [注釈 1] [3]
  - スタイン長老招待（2012） [4]
- チカラ
  - キング・オブ・トリオス（2017）–トレント・セブンとタイラー・ベイト[5] [6]
- デスティニーワールドレスリング
  - DWW王座（1回） [7]
- ダブリン選手権レスリング
  - DCWタッグ王座（1回）–ダミアン・ダン[8]
- ファイトクラブ：プロ
  - FCP王座（1回） [9]
  - FCPタッグ王座（1回）–トレント・セブン[10]
  - インフィニティトロフィー（2015） [11]
- FutureShockレスリング
  - FSWアドレナリン王座（1回） [12]
- 神風プロ
  - 執拗なディビジョンチャンピオンシップ（1回） [13]
- 制限なしレスリング
  - NlWヘビー級王座（1回） [14]
- オーバーザトップレスリング
  - OTTノーリミット王座（1回） [15]
  - OTTタッグ王座（1回）–タイラー・ベイトとトレント・セブン[16]
- プロレスリング・イラストレーテッド
  - 2017年にPWI500のトップ500シングルレスラー29位[17]
- プロレス王国
  - プロレス王国選手権（1回） [18]
- プロレスリボルバー
  - PWRタッグ王座（1回）–ミリー・マッケンジー[19]
- プログレスレスリング
  - プログレス世界王座（1回） [20]
  - プログレスタッグ王座（1回）–トレント・セブン[21]
- レボリューションプロレス
  - RPWブリティッシュクルーザー級王座（1回） [22]
  - 英国巡洋艦タイトルトーナメント（2016） [23]
- サウスサイドレスリングエンターテインメント
  - ヤングタイガースカップ（2015） [24]
- VIIプロレス
  - VIIプロ王座（1回） [25]
  - VIIトリフェクタトロフィートーナメント–CJ・バンクスとダン・モロニー[26]
- ウエストサイドエクストリームレスリング
  - wXwショットガン王座（1回） [27]
- WWE
  - NXTタッグ王座（1回）–マット・リドル[28] [29]
  - NXT UK王座（1回） [30] [31]
  - ダスティローデス・タッグチーム・クラシック（2020）–マット・リドル[32] [33]
  - マッチオブザイヤー（2017）のNXT年末賞vs. Tyler Bate at NXT TakeOver: Chicago[34]